# Czarniecka Góra (przystanek kolejowy)
Czarniecka Góra – przystanek kolejowy, dawniej stacja kolejowa, w  miejscowości Czarna, w gminie Stąporków, w województwie świętokrzyskim, w Polsce, przy niezelektryfikowanej i jednotorowej części linii kolejowej nr 25 Łódź Kaliska - Dębica. Na przystanku zatrzymują się pociągi osobowe w kierunku stacji Stąporków oraz stacji Końskie. W latach 2009-21 wyłączony z eksploatacji.

## Historia
Przystanek Czarniecka Góra powstał w 1927 na terenie wsi Czarna. W pewnym okresie posiadający również rangę stacji z dwoma torami, dwoma nastawniami i semaforami kształtowymi. Początkowo kasy biletowe mieściły się w starych wagonach (po prawej stronie drogi jadąc w kierunku Koziej Woli i po lewej stronie toru jadąc w kierunku Skarżyska-Kamiennej), a w 1938 rozpoczęła się budowa obecnego dworca. Do dziś zachował się budynek dworca Czarniecka Góra, wraz z toaletą i peronem. Do 2004 w budynku znajdowała się kasa biletowa i poczekalnia, zamknięte wraz z redukcją liczby pociągów.

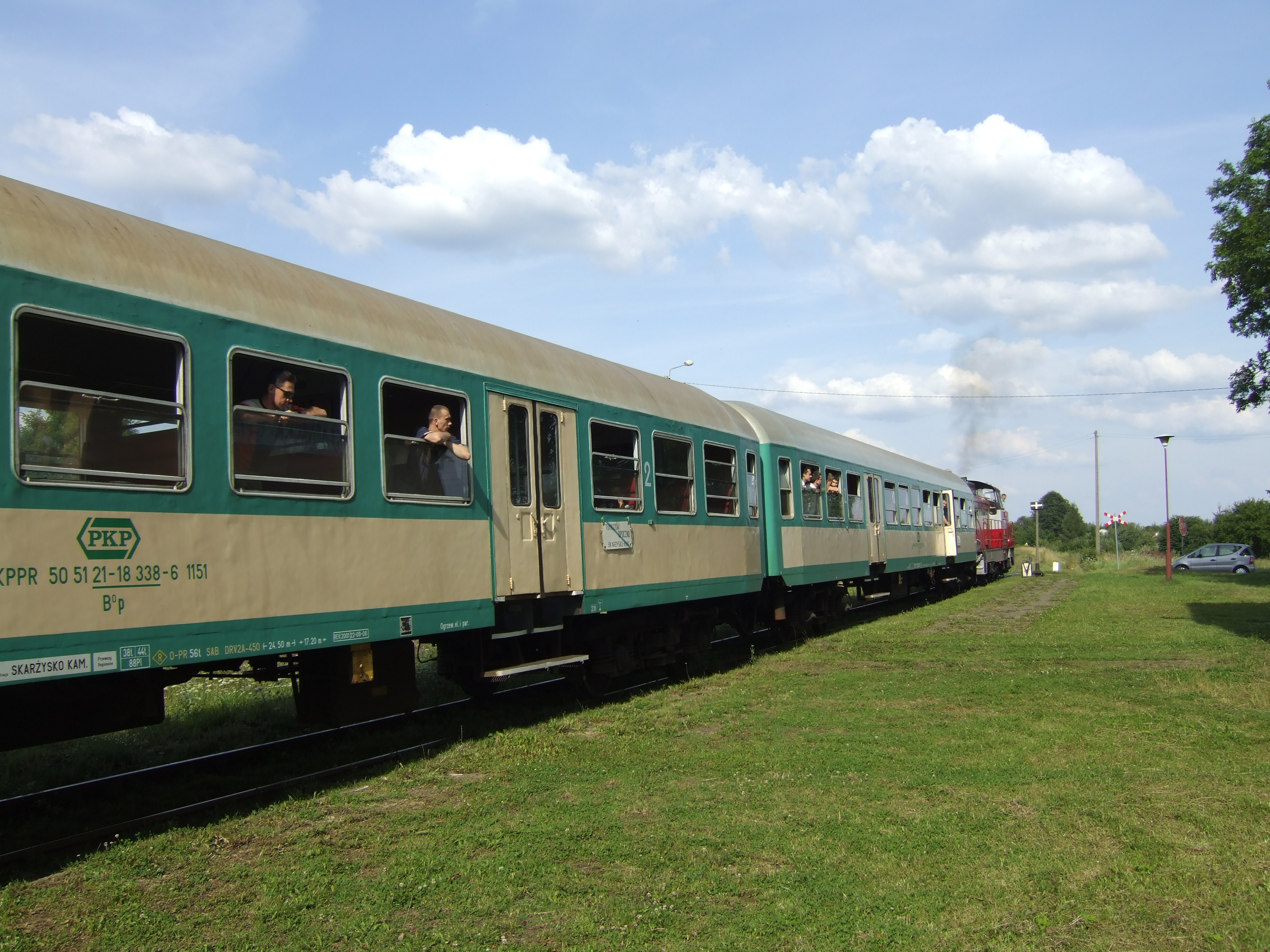
Pociąg relacji Tomaszów Mazowiecki – Skarżysko-Kamienna odjeżdżający o godz. 16:26 - 2 wagony typu 120A ciągnięte przez SU42. 31 lipca 2009

## Ruch pasażerski
| Rok  | Wymiana pasażerska na dobę |
| ---- | -------------------------- |
| 2017 | –                          |
| 2022 | 10-19                      |

Przystanek był obsługiwany przez składy wagonowe, w tym piętrowe składy zespolone składające się z wagonów serii Bhp, prowadzone przez lokomotywy parowe, zastąpione w latach 80. przez lokomotywy spalinowe.
Do 2004 kursowało sześć par pociągów. W latach 2004-2009 dwie pary pociągów. Od 1 sierpnia 2009 zawieszono kursowanie pociągów osobowych. 
Od 12 grudnia 2021 wznowiono ruch pasażerski na odcinku Skarżysko-Kamienna – Opoczno. Na przystanku zaczęły się zatrzymywać pociągi osobowe POLREGIO zestawiane z wagonów motorowych lub spalinowych zespołów trakcyjnych. Od 11 grudnia 2022 na przystanku zaczęły się zatrzymywać także pociągi osobowe Łódzkiej Kolei Aglomeracyjnej zestawiane z hybrydowych (bimodalnych) zespołów trakcyjnych.